# Tauffer Vilmos
Tauffer Vilmos (Kolozsvár, 1851. július 2. – Budapest, 1934. december 7.) szülész, nőgyógyász, egyetemi tanár.

## Élete
Szülei Tauffer Károly és Hints Terézia. Orvosi tanulmányait részben a pesti, részben a Bécsi Egyetemen végezte. 1874-ben Budapesten orvosdoktorrá avatták és még ugyanezen évben a szülészeti tanszék mellé gyakornokká nevezték ki. A következő évben egyetemi ösztöndíjjal külföldre utazott. Rövidesen a freiburgi egyetem szülészeti klinikáján Alfred Hegar mellett tanársegéd lett és ezen minőségében két évig működött. Időközben beutazta Anglia, Franciaország és Svájc nevezetesebb egyetemi városait. 1878-ban részt vett katonaorvosként Bosznia-Hercegovina okkupációjában, majd a Budapesti Tudományegyetem Szülészeti Klinikáján lett első tanársegéd és még ugyanezen évben magántanár. 1881-ben, amikor a II. számú Szülészeti és Nőgyógyászati Tanszéket szervezték, őt nevezték ki e tanszék rendes tanárává. Rendkívüli tagja volt az Országos Közegészségi Tanácsnak, elnöke a Magyar Országos Balneológiai Egyesületnek, tagja több német tudós társaságnak, rendes tagja a székesfővárosi bizottságnak. 1881 és 1918 között nyilvános rendes tanár volt a budapesti II. sz. szülészeti-nőgyógyászati klinikán. Nagyszabású irodalmi munkásságot fejtett ki.

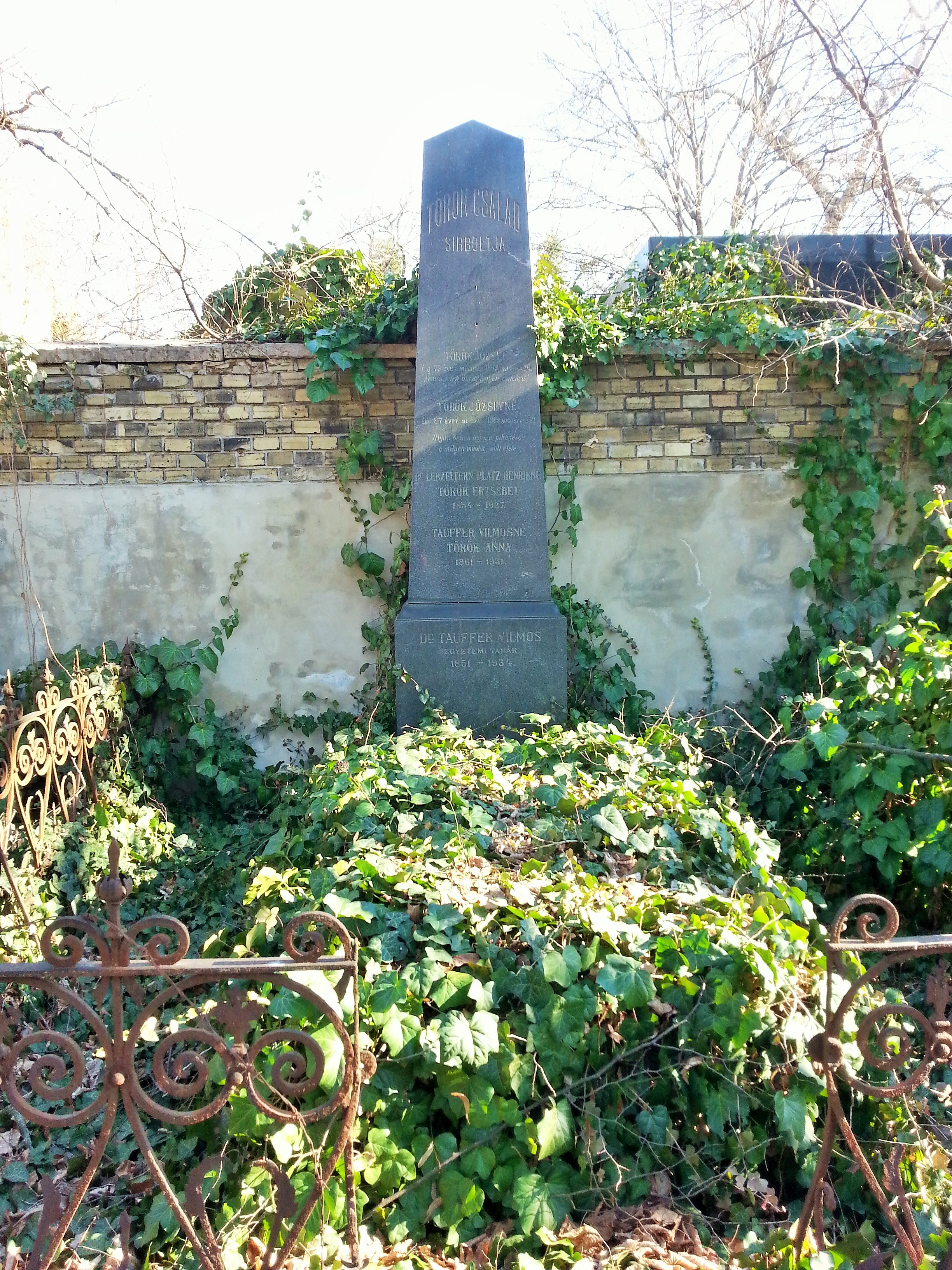
Sírja a Fiumei úti sírkertben (Falsírboltok, jobb-471.)

A Fiumei úti sírkertben nyugszik.

## Eredményei
Jelentős érdemei vannak a korszerű szülészeti és nőgyógyászati műtétek, a császármetszés, a transzvaginális méhrákműtét, a sugaras méhrákkezelés meghonosítása terén. Elsőként végezte Magyarországon a sérült uréter varrását, epehólyagműtétet és vesekiirtást. Az operatív nőgyógyászat megteremtője volt Magyarországon. Kiterjedt iskolát alapított, évtizedekig a vezető szülészek tanítványai közül kerültek ki. Megreformálta a szülésznőképzést, kidolgozta a szülészeti rendtartást.

## Művei
Dolgozatai nagyrészt német nyelvű szaklapokban is megjelentek:
- A külső nemző részek befolyása a gyermekágyban.  Orvosi Hetilap,   (1876)
- A terhesség és méhrák szövődményei különös tekintettel a szülésre.  Orvosi Hetilap,   (1876)
- A szülészet és nőgyógyászat Boroszlóban.  Orvosi Hetilap,   (1876)
- Korai klimax létrehozatala a petefészek kiirtása által.  Orvosi Hetilap,   (1876)
- A hüvely és a méhelőesésnek létrejöveteli módja: Prophylaxis és némely a kezelésre vonatkozó megjegyzések.  Orvosi Hetilap,   (1877)
- A prophylactikus alagcsövezés kérdése a petefészki daganatok kiirtása után.  Orvosi Hetilap,   (1877)
- A londoni nőgyógyászat.  Orvosi Hetilap,   (1878)
- A nők castratiója (Budapest, 1878)
- Az osteomaliciáról.  Orvosi Hetilap,   (1878)
- Gátképlésről.  Orvosi Hetilap,   (1878)
- A hólyag-, hüvely-, méhsipolyról.  Orvosi Hetilap,   (1879)
- A méhnyak mély repedéseinek kezeléséről.  Orvosi Hetilap,   (1879)
- Hólyag-, hüvvelysipoly s méhzárlat.  Orvosi Hetilap,   (1880)
- Húgycső-, hólyag-, hüvelysipoly.  Orvosi Hetilap,   (1881)
- A méh helyzetváltozása által okozott reflex hányás.  Orvosi Hetilap,   (1881)
- A méhcsonkításról.  Orvosi Hetilap,   (1881)
- Haematocele retrouterinum.  Orvosi Hetilap,   (1881)
- A rákos méh részleges és teljes kiirtása.  Orvosi Hetilap,   (1882)
- Méhen kivüli terhesség.  Orvosi Hetilap,   (1885)
- A szülészet ügyének állása hazánkban. Budapest: (kiadó nélkül). 1891.
- Pyonephrosis, nephrotomia.  Orvosi Hetilap,   (1893)
- Az osteomalacia, csontlágyulás. In  Belgyógyászat kézikönyve II. Budapest: (kiadó nélkül). 1895.
- A nőgyógyászat kézikönyve. Budapest: (kiadó nélkül). 1916.   (Tóth Istvánnal)

## Emlékezete
- Frigyesi József:  Tauffer Vilmos.  Orvosképzés,   (1935)
- Frigyesi József:  Megemlékezés Tauffer Vilmosról.  Orvosképzés,   (1936)
- Tauffer Vilmos (1851-1934). / Hints Elek. – Budapest: 1935. – (MONE Orvostársadalmi Szemle, 1935, 12, 1.) Klny.